# Chandra Cheeseborough

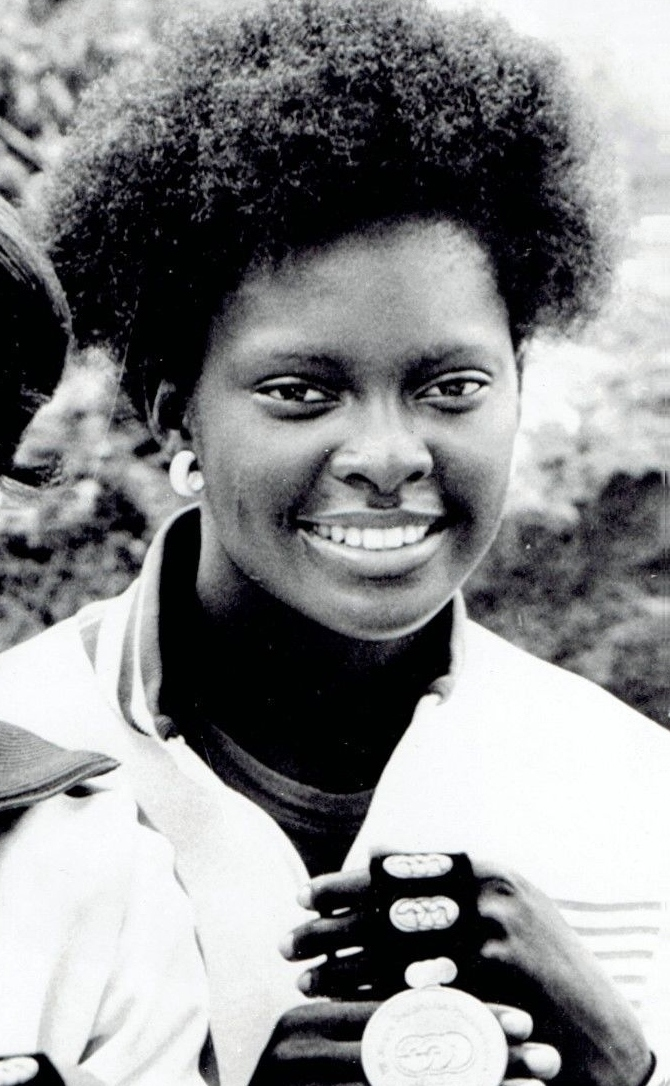
Chandra Cheeseborough vid panamerikanska spelen, oktober 1975.

Chandra Cheeseborough, född den 10 januari 1959 i Jacksonville, Florida, är en amerikansk före detta friidrottare som tävlade i kortdistanslöpning.
Cheeseboroughs genombrott kom när hon vann guld på 200 meter vid panamerikanska spelen 1975. Hon deltog vid olympiska sommarspelen 1976 där hon blev sexa på 100 meter. Hon deltog även på 200 meter där hon blev utslagen i försöken.
Hennes stora framgång var olympiska sommarspelen 1984 där hon vann guld som del av stafettlagen både på 4 x 100 meter och 4 x 400 meter. Individuellt var hon i final på 400 meter och slutade på andra plats slagen bara av lagkamraten Valerie Brisco-Hooks.

## Personliga rekord
- 100 meter - 11,13 från 1976
- 200 meter - 21,99 från 1983
- 400 meter - 49,05 från 1984